# 타치바나 히나
타치바나 히나(일본어: 立花日菜 다치바나 히나[*], 6월 14일 ~ )는 일본의 성우이자 가수이다. 아이돌마스터 신데렐라 걸즈의 나기 히사카와, 최애가 부도칸에 가 준다면 난 죽어도 좋아의 마이나 이치, Cue!의 리에 마루야마, 우리 회사의 작은 선배 이야기의 시오리 카타세 역으로 유명하다.

## 작품
- 좀비랜드 사가
- 아이돌마스터 신데렐라 걸즈
- 최애가 부도칸에 가 준다면 난 죽어도 좋아
- 우마무스메 프리티 더비
- CUE!
- 우리 회사의 작은 선배 이야기
- 성자무쌍 ~샐러리맨이 이세계에서 살아남기 위해 걷는 길~
- 마도정병의 슬레이브
- 신은 유희에 굶주려있다.
- 마왕군 최강의 마술사는 인간이었다
- 위벨 블라트
- 아이돌마스터 신데렐라 걸즈 스타라이트 스테이지
- 로스트 저지먼트: 심판받지 않은 기억
- 명일방주
- Takt op.
- 마기아 레코드 마법소녀 마도카☆마기카 외전
- 벽람항로